# بئر الجهد المحدود
بئر الجهد المحدود (المعروف أيضًا باسم البئر المربع المحدود) هو مفهوم من ميكانيكا الكم. إنه امتداد لبئر الجهد اللانهائي، حيث يكون الجسيم محصوراً في "صندوق"، لكن له "جدران" محدودة الجهد. على عكس بئر الجهد اللانهائي، هناك احتمال مرتبط بالعثور على الجسيم خارج الصندوق. يختلف التفسير الميكانيكي الكمومي عن التفسير الكلاسيكي، حيث إذا كانت الطاقة الإجمالية للجسيم أقل من حاجز الطاقة الكامن للجدران، فلا يمكن العثور عليه خارج الصندوق. في التفسير الكمي، هناك احتمال غير صفري لوجود الجسيم خارج الصندوق حتى عندما تكون طاقة الجسيم أقل من حاجز الطاقة الكامن للجدران (راجع النفق الكمومي).